# Einwohnerentwicklung von Bremerhaven
Dieser Artikel gibt die Einwohnerentwicklung von Bremerhaven tabellarisch und graphisch wieder.

## Einwohnerentwicklung

Einwohnerentwicklung von Bremerhaven von 1827 bis 2018 nach nebenstehender Tabelle

1139 wurden die auf dem heutigen Stadtgebiet von Bremerhaven gelegenen Kirchdörfer Geestendorf und Wulsdorf und 1275 der Flecken Lehe nördlich der Geeste erstmals erwähnt. Die Orte blieben über Jahrhunderte kleine Dörfer mit wenigen Hundert Einwohnern. Am 1. Mai 1827 erfolgte die Gründung von Bremerhaven mit damals 19 Einwohnern. Als erster Einwohner gilt nach mehreren Quellen der Schmied und Gastwirt Carsten Mehrtens. Die Bevölkerungszahl der Stadt stieg bis 1871 über 10.000 und verdoppelte sich bis 1900 auf rund 20.000.
Im Süden Bremerhavens unweit der alten Siedlung Geestendorf wurde 1845 eine neue Siedlung mit 1800 Einwohnern gegründet. Die Neuanlage erhielt am 26. Juni 1847 den Namen Geestemünde. Am 1. April 1889 erfolgte die Eingliederung der Gemeinde Geestendorf nach Geestemünde („Hafenort Geestemünde“ mit etwa 15.000 Einwohnern). Wulsdorf (4830 Einwohner) wurde am 1. April 1920 ein Ortsteil der Stadt Geestemünde.
Am 1. November 1924 schlossen sich Lehe (38.105 Einwohner 1919) und Geestemünde (24.474 Einwohner 1919) zur neuen Stadt Wesermünde mit rund 70.000 Einwohnern zusammen. Am 1. November 1939 erfolgte der Zusammenschluss von Bremerhaven (26.790 Einwohner 1939) und Wesermünde (86.041 Einwohner 1939) zur neuen Großstadt Wesermünde mit 113.000 Einwohnern. Am 1. Januar 1947 wurde die Stadt in Bremerhaven umbenannt. 1968 erreichte die Einwohnerzahl mit 148.931 ihren historischen Höchststand. Seitdem nimmt die Bevölkerung nahezu kontinuierlich ab. Am 31. Dezember 2009 betrug die „Amtliche Einwohnerzahl“ für Bremerhaven nach Fortschreibung des Statistischen Landesamtes Bremen 114.031 (nur Hauptwohnsitze und nach Abgleich mit den anderen Landesämtern).
Die folgende Übersicht zeigt die Einwohnerzahlen nach dem jeweiligen Gebietsstand. Bis 1833 handelt es sich meist um Schätzungen, danach um Volkszählungsergebnisse (¹) oder amtliche Fortschreibungen des Statistischen Landesamtes. Die Angaben beziehen sich ab 1871 auf die „Ortsanwesende Bevölkerung“, ab 1925 auf die Wohnbevölkerung und seit 1987 auf die „Bevölkerung am Ort der Hauptwohnung“. Vor 1871 wurde die Einwohnerzahl nach uneinheitlichen Erhebungsverfahren ermittelt.

### Bremerhaven

#### Bis 1970
(jeweiliger Gebietsstand)
| Jahr/Datum         | Einwohner |
| ------------------ | --------- |
| 1827 °             | 00.019    |
| 1831 °             | 00.414    |
| 1845 °             | 03.000    |
| 1850 °             | 04.033    |
| 3. Dezember 1858 ¹ | 05.500    |
| 3. Dezember 1861 ¹ | 06.500    |
| 3. Dezember 1864 ¹ | 07.400    |
| 1. Dezember 1871 ¹ | 10.800    |
| 1. Dezember 1875 ¹ | 12.296    |
| 1. Dezember 1880 ¹ | 13.743    |

| Datum              | Einwohner |
| ------------------ | --------- |
| 1. Dezember 1885 ¹ | 14.900    |
| 1. Dezember 1890 ¹ | 16.414    |
| 2. Dezember 1895 ¹ | 18.366    |
| 1. Dezember 1900 ¹ | 20.315    |
| 1. Dezember 1905 ¹ | 23.991    |
| 1. Dezember 1910 ¹ | 24.165    |
| 1. Dezember 1916 ¹ | 17.183    |
| 5. Dezember 1917 ¹ | 17.794    |
| 8. Oktober 1919 ¹  | 21.839    |
| 16. Juni 1925 ¹    | 23.896    |

| Datum                | Einwohner |
| -------------------- | --------- |
| 16. Juni 1933 ¹      | 025.779   |
| 17. Mai 1939 ¹       | 026.790   |
| 31. Dezember 1944 °  | 110.982   |
| 31. Dezember 1945 °  | 098.577   |
| 29. Oktober 1946 ¹   | 099.208   |
| 13. September 1950 ¹ | 114.070   |
| 25. September 1956 ¹ | 130.492   |
| 6. Juni 1961 ¹       | 141.849   |
| 31. Dezember 1965 °  | 146.220   |
| 27. Mai 1970 ¹       | 143.918   |

¹ Volkszählungsergebnis

#### Ab 1971
(jeweiliger Gebietsstand)
| Datum             | Einwohner |
| ----------------- | --------- |
| 31. Dezember 1971 | 144.503   |
| 31. Dezember 1972 | 144.505   |
| 31. Dezember 1973 | 144.578   |
| 31. Dezember 1974 | 144.529   |
| 31. Dezember 1975 | 143.836   |
| 31. Dezember 1976 | 141.755   |
| 31. Dezember 1977 | 140.505   |
| 31. Dezember 1978 | 139.335   |
| 31. Dezember 1979 | 138.987   |
| 31. Dezember 1980 | 138.728   |
| 31. Dezember 1981 | 138.105   |
| 31. Dezember 1982 | 137.769   |
| 31. Dezember 1983 | 136.491   |
| 31. Dezember 1984 | 135.095   |
| 31. Dezember 1985 | 133.521   |

| Datum             | Einwohner |
| ----------------- | --------- |
| 31. Dezember 1986 | 132.194   |
| 25. Mai 1987 ¹    | 126.629   |
| 31. Dezember 1987 | 126.205   |
| 31. Dezember 1988 | 126.934   |
| 31. Dezember 1989 | 129.357   |
| 31. Dezember 1990 | 130.446   |
| 31. Dezember 1991 | 130.938   |
| 31. Dezember 1992 | 131.468   |
| 31. Dezember 1993 | 131.492   |
| 31. Dezember 1994 | 130.847   |
| 31. Dezember 1995 | 130.400   |
| 31. Dezember 1996 | 128.944   |
| 31. Dezember 1997 | 126.915   |
| 31. Dezember 1998 | 124.686   |
| 31. Dezember 1999 | 122.735   |

| Datum             | Einwohner |
| ----------------- | --------- |
| 31. Dezember 2000 | 120.822   |
| 31. Dezember 2001 | 118.701   |
| 31. Dezember 2002 | 119.111   |
| 31. Dezember 2003 | 118.276   |
| 31. Dezember 2004 | 117.281   |
| 31. Dezember 2005 | 116.615   |
| 31. Dezember 2006 | 116.045   |
| 31. Dezember 2007 | 115.313   |
| 31. Dezember 2008 | 114.506   |
| 31. Dezember 2009 | 114.031   |
| 31. Dezember 2010 | 113.366   |
| 31. Dezember 2011 | 112.982   |
| 31. Dezember 2012 | 108.323   |
| 31. Dezember 2013 | 108.844   |
| 31. Dezember 2014 | 110.121   |

| Datum             | Einwohner |
| ----------------- | --------- |
| 31. Dezember 2015 | 114.025   |
| 31. Dezember 2016 | 113.034   |
| 31. Dezember 2017 | 113.026   |
| 31. Dezember 2018 | 113.634   |
| 31. Dezember 2019 | 113.643   |
| 31. Dezember 2020 | 113.557   |
| 31. Dezember 2021 | 113.173   |
| 31. Dezember 2022 | 118.811   |
| 31. Dezember 2023 | 118.323   |
| 31. Dezember 2024 | 118.610   |

¹ Volkszählungsergebnis
Quelle: Statistisches Landesamt Bremen

### Lehe
(jeweiliger Gebietsstand)
| Jahr/Datum         | Einwohner |
| ------------------ | --------- |
| 1821 °             | 01.545    |
| 1831 °             | 01.700    |
| 1833 °             | 01.823    |
| 1839 °             | 01.920    |
| 3. Dezember 1855 ² | 03.751    |
| 1. Dezember 1875 ¹ | 08.072    |
| 1. Dezember 1885 ³ | 10.955    |
| 1. Dezember 1890 ¹ | 14.483    |
| 2. Dezember 1895 ¹ | 19.151    |
| 1. Dezember 1900 ¹ | 24.301    |
| 1. Dezember 1905 ¹ | 31.826    |
| 1. Dezember 1910 ¹ | 37.457    |

| Jahr/Datum         | Einwohner |
| ------------------ | --------- |
| 1. Dezember 1916 ¹ | 32.634    |
| 5. Dezember 1917 ¹ | 31.653    |
| 8. Oktober 1919 ¹  | 38.105    |
| 1924 °             | 41.000    |
| 1974 °             | 42.265    |
| 1995 °             | 40.396    |
| 2000 °             | 37.782    |
| 2005 °             | 37.090    |
| 2010 °             | 36.427    |
| 2015 °             | 39.310    |
| 2018 °             | 38.643    |
| 0                  | 0         |

¹ Volkszählungsergebnis

² Volkszählungsergebnis, in 510 Wohngebäuden

³ Volkszählungsergebnis, in 1043 Wohngebäuden

### Geestemünde
(jeweiliger Gebietsstand)
| Jahr/Datum         | Einwohner |
| ------------------ | --------- |
| 1845 °             | 01.800    |
| 1. Dezember 1885 ¹ | 04.796    |
| 1. Dezember 1890 ¹ | 15.452    |
| 2. Dezember 1895 ¹ | 17.440    |
| 1. Dezember 1900 ¹ | 20.116    |

| Datum              | Einwohner |
| ------------------ | --------- |
| 1. Dezember 1905 ¹ | 23.621    |
| 1. Dezember 1910 ¹ | 25.102    |
| 1. Dezember 1916 ¹ | 21.141    |
| 5. Dezember 1917 ¹ | 20.712    |
| 8. Oktober 1919 ¹  | 24.474    |

¹ Volkszählungsergebnis

### Wesermünde
(jeweiliger Gebietsstand)
| Datum           | Einwohner |
| --------------- | --------- |
| 16. Juni 1925 ¹ | 72.048    |
| 16. Juni 1933 ¹ | 77.479    |
| 17. Mai 1939 ¹  | 86.041    |

| Datum               | Einwohner |
| ------------------- | --------- |
| 31. Dezember 1944 ° | 110.982   |
| 31. Dezember 1945 ° | 098.577   |
| 29. Oktober 1946 ¹  | 099.208   |

¹ Volkszählungsergebnis

## Bevölkerungsprognose
Die Bertelsmann Stiftung, Wegweiser Demographischer Wandel, liefert Daten zur Entwicklung der Einwohnerzahl von 2.959 Kommunen in Deutschland (Publikation Januar 2006). Für Bremerhaven wurde ein Rückgang der Bevölkerung zwischen 2003 und 2020 um 11,5 % (13.660 Personen) vorausgesagt.
Die absolute Bevölkerungsentwicklung bezieht sich auf die Jahre 2003 bis 2020 und für Bremerhaven als Hauptwohnsitze:
| Datum             | Einwohner |
| ----------------- | --------- |
| 31. Dezember 2003 | 118.276   |
| 31. Dezember 2005 | 116.222   |
| 31. Dezember 2010 | 111.771   |
| 31. Dezember 2015 | 107.972   |
| 31. Dezember 2020 | 104.616   |

Prognose nach nebenstehender Tabelle im Vergleich zur realen Entwicklung von 1990 bis 2018

Die Prognose hat auch politische und wirtschaftliche Folgen, weil der kommunale Finanzausgleich von der Einwohnerzahl abhängt. Die Stadt hatte im Jahre 2014 vor dem Verwaltungsgericht Bremen geklagt, weil offiziell 5000 weniger Einwohner ausgewiesen worden waren und die Stadtgemeinde Bremerhaven dadurch knapp eine halbe Million Euro weniger pro Jahr erhält.

## Bevölkerungsstruktur
In Bremerhaven wohnen derzeit (Stand am 30. Juni 2012) 113.524 Einwohner, davon sind 56.610 Einwohner männlich und 56.914 Einwohner weiblich. Es sind 102.074 Einwohner deutsche Staatsangehörige und 11.450 Ausländer. Der Prozentsatz der Ausländer liegt derzeit leicht über 10 %.